# Дензіл Дуглас
Доктор Дензіл Ллівелін Дуглас (англ. Denzil Llewellyn Douglas; нар. 14 січня 1953) — другий прем'єр-міністр Сент-Кіттс і Невісу 6 липня 1995 — 18 лютого 2015, лідер Лейбористської партії з 1989. 
Закінчив Університет Вест-Індії. 
Після перемоги його партії на парламентських виборах в 1995 змінив на посту прем'єр-міністра Кеннеді Сімондса, в 2000 і 2004 знову перемагав на парламентських виборах, з 1995 по 2000 і з 2008 року — також міністр закордонних справ. 